# Mycalesis khasia-orcha
Mycalesis khasia-orcha är en fjärilsart som beskrevs av Evans 1920. Mycalesis khasia-orcha ingår i släktet Mycalesis och familjen praktfjärilar. Inga underarter finns listade i Catalogue of Life.